# Juge-arbitre (handball)
Pour les articles homonymes, voir Arbitre et Arbitre sportif.

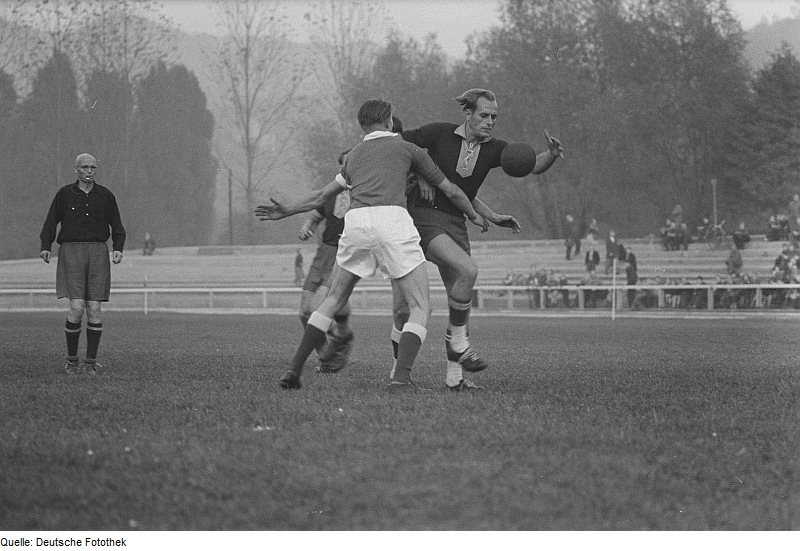
Le juge-arbitre (à gauche) suit le jeu. Ici, au temps où le handball se jouait en extérieur.

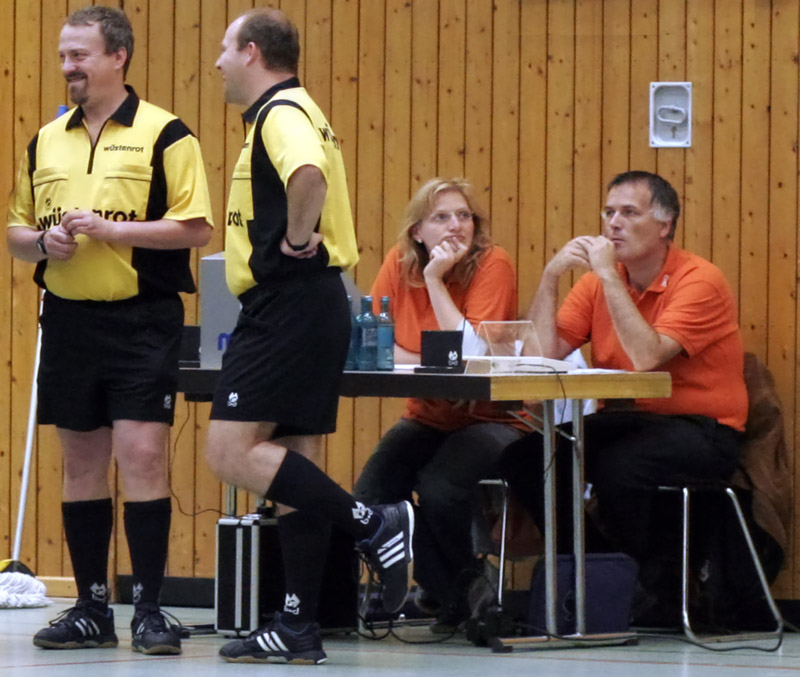
Le binôme de juges-arbitres (en jaune) est assisté par deux officiels de table (en orange), le secrétaire et le chronométreur.

Au handball, les rencontres importantes sont dirigées par un binôme de deux juges-arbitres, assistés par deux officiels chargés de tenir la table de marque (secrétaire et chronométreur) et, dans les compétitions nationales et internationales, par un juge-arbitre délégué par l'instance organisatrice. "L'aire de jeu est un rectangle de 40 mètre de long sur 20 mètre de large comprenant une surface de jeu et deux surface de but.". La durée d'un match dépend de la catégorie de l'âge des joueurs. En effet, pour "les équipes dont les joueurs ont 16 ans au moins", le temps de jeu est de "2 x 30 minutes. Pour les équipes de jeunes âgées de 12 à 16 ans, la durée normale du temps de jeu est de 2 x 25 minutes et pour les équipes de 8 à 12 ans, la durée est de 2 x 20minutes." La mi-temps est d'une durée de 10 minutes peu importe l'âge des équipes. 
La taille du ballon dépend des catégories. Par exemple "les jeunes joueuses, joueuses sénior féminines (14 ans et plus) et les jeunes joueurs masculins (12 à 16 ans)" utilisent un ballon de taille 2. Cela signifie qu'il fait "54 à 56 cm de circonférence et 325 à 375g".

## Missions
Les juges-arbitres ont des attributions précises :
- Assurer le bon déroulement du jeu, dans un esprit sportif, de respect mutuel et de fair-play,
- Protéger l'intégrité physique des joueurs,
- Faire respecter les règlements de jeu alors en vigueur d'une manière équitable, au besoin en sanctionnant les joueurs et les entraîneurs,
- Assurer le comptage du score et du temps de jeu et déclarer le vainqueur,
- Le cas échéant, signaler les comportements antisportifs grossiers et voies de fait par un rapport aux instances disciplinaires,
- Effectuer les tâches administratives définies pour chaque rencontre par l'instance organisatrice de la rencontre.

## Équipement
- Carton jaune (avertissement), carton rouge (disqualification), carton bleu (disqualification plus un rapport a la fédération), carton blanc (protocole commotion cérébrale) et sifflet

Ils sont les outils de base des juges-arbitres, qui leur permettent de communiquer avec les joueurs et de faire rapidement connaître leurs décisions.
- Tenue officielle

En France, l'équipementier officiel des juges-arbitres de handball est Hummel, et le partenaire officiel est La Poste (Succédant à BUT). La FFHB a décidé que la couleur réservée aux arbitres serait le gris clair. La chemise de change est vert fluo (2009-2010), bleue (2010-2011), jaune (2011-2012), verte (2012-2013), rouge (2013-2014), gris/jaune (2014-2015), gris/bleu (2015-2016), gris/noir (2016-2017), diva pink (rouge fluo)/ceramic (bleu) (2017-2018). Les juges-arbitres doivent porter l'écusson symbolisant leur grade sur la poche gauche de leur maillot.
Il ne doit y avoir que cinq couleurs de maillot sur le terrain : celle des juges-arbitres, celle des joueurs de champ de l'équipe recevante, celle des gardiens de l'équipe recevante, celle des joueurs de l'équipe reçue et celle des gardiens de l'équipe reçue.
- Carton de marque, stylo et chronomètre

Les juges-arbitres doivent disposer de ces trois outils afin de noter le score, tenir à jour les sanctions et être maître du temps. En cas de contentieux entre les arbitres et la table officielle, l'avis conjoint des arbitres prévaut.
- Type de sifflet

Les arbitres doivent avoir un sifflet fox. Celui-ci permet de faire des modulations. Celles-ci sont importantes pour que les joueurs puissent comprendre rapidement les décisions des arbitres. 

## Placement

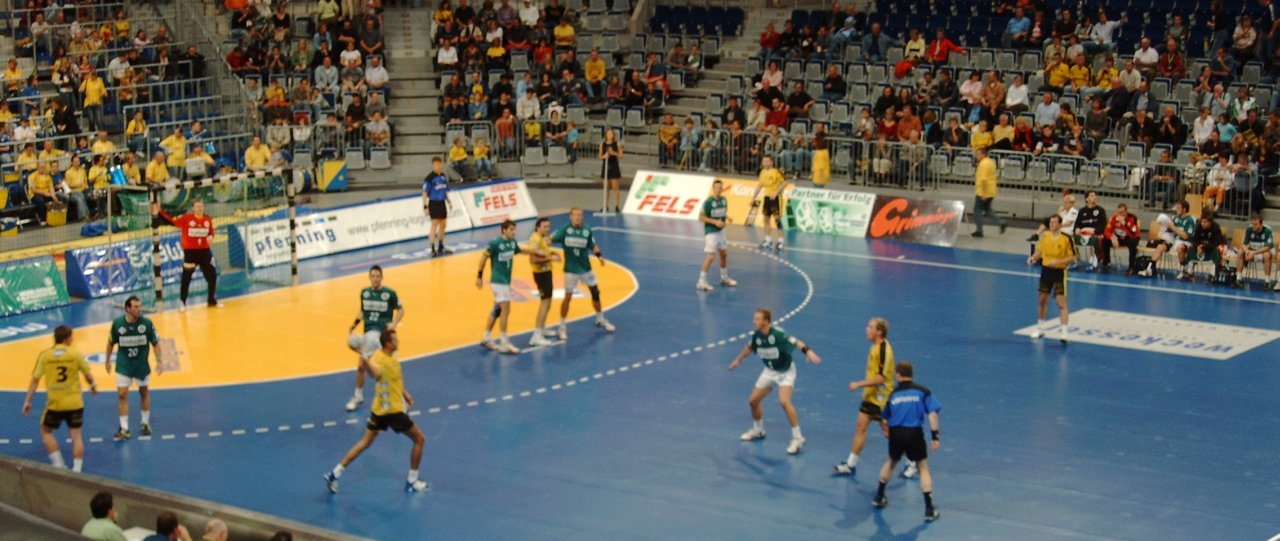
Les arbitres (maillots bleus) ont un placement en diagonale qui leur permet d'embrasser le jeu de manière optimale.

Les deux juges-arbitres ont réglementairement les mêmes attributions. De manière d' un placement en diagonale est adopté. Chaque juge-arbitre est ainsi alternativement :
- arbitre de champ, placé derrière l'attaque. Il contrôle alors principalement le jeu avec la balle, le jeu en dehors des 9 mètres (fautes d'attaquants).
- arbitre de zone, placé à côté des buts de l'équipe en défense. Il contrôle alors principalement le jeu autour de la zone (empiètement), le jeu du pivot et plus largement le jeu sans ballon.

En cas de décision contradictoire entre les deux juges-arbitres, c’est la décision conjointe dégagée après une courte consultation entre les deux arbitres qui prévaut. S’ils ne parviennent pas à une décision conjointe, c’est l’avis de l'arbitre de champ qui s’imposera.
Les juges-arbitres échangent régulièrement de côté afin de ne pas avoir tout le temps la même équipe en attaque.

## Modulation du coup de sifflet
Afin de faire rapidement comprendre leurs décisions, il est de convention que les juges-arbitres de handball utilisent les modulations suivantes, qui correspondent chacune à une décision spécifique. Il s'agit de ne pas ralentir le jeu, et de conférer à la gestuelle une fonction de confirmation de la décision (gestes décisionnels) et d'explication (gestes explicatifs) aux joueurs. 
| Symbole | Coups de sifflet                                        | Geste officiel associé | Décision                               |
| ------- | ------------------------------------------------------- | ---------------------- | -------------------------------------- |
| -       | 1 bref                                                  | n°12                   | Engagement                             |
| -       | 1 bref                                                  | no 9                   | Jet franc sans inversion de jeu        |
| ▬▬▬     | 1 long (tonalité de moins fort à plus fort)             | no 1 ou 9              | Jet franc avec inversion de jeu Renvoi |
| - -     | 2 brefs                                                 | no 12                  | But accordé                            |
| - - -   | 3 brefs                                                 | no 15                  | Interruption du temps de jeu           |
| ▬▬▬▬▬   | 1 long (tonalité allant de plus fort vers à moins fort) | Aucun                  | Jet de 7 mètres                        |

(Pour la case geste associé voir le tableau "Gestuelle" si dessous)

## Gestuelle
La fédération internationale a mis en place une gestuelle officielle (tableau ci-dessous). Cependant, de nombreux gestes non officiels sont admis.
| N° | Faute liée / Signification | Signification |
| -- | --- | --- |
| 1  | Empiétement | Geste explicatif (de moins en moins utilisé, le geste no 8 étant souvent directement utilisé afin d'éviter une succession de gestes qui ralentiraient le jeu) indiquant qu'un joueur est rentré dans la zone exclusive du gardien de but. |
| 2  | Reprise de dribble | Geste explicatif, souvent consécutif au geste no 9, qui indique que le joueur a fait un dribble irrégulier ou s'est arrêté de dribbler puis reprend son dribble. L'arbitre, bras parallèles, fait un mouvement de ciseaux. |
| 3  | Marcher | Geste explicatif, souvent consécutif au geste no 9, qui indique que le joueur a fait plus de trois pas. L'arbitre fait un mouvement de moulinet avec ses deux avant-bras. |
| 4  | Ceinturer, retenir, pousser | Geste explicatif, souvent consécutif au geste no 9, qui indique une action irrégulière de défense. L'arbitre joint ses deux poings fermés. |
| 5  | Frapper | Geste explicatif, souvent consécutif au geste no 9, qui indique une action irrégulière contre le bras du porteur du ballon. L'arbitre frappe avec la tranche de sa main son avant-bras. |
| 6  | Faute d'attaquant | Geste explicatif, souvent consécutif au geste no 9, lorsqu'un attaquant fait par exemple un passage en force. L'arbitre met son poing dans la paume de son autre main. |
| 7  | Remise en jeu | Geste pour informer qui ordonne une touche après une sortie de la balle. Les deux bras sont tendus parallèlement à 45° en direction des buts de l'équipe qui ne bénéficie pas de la remise en jeu. |
| 8  | Renvoi | Geste pour informer qui ordonne que la balle soit transmise au gardien, notamment consécutivement à un empiétement d'attaquant sur la zone. Le bras est tendu en direction des buts du gardien auquel la balle revient, poignet cassé et main dirigée vers le sol. |
| 9  | Jet franc | Geste pour informer qui ordonne un jet franc à l'équipe ayant subi la faute. L'arbitre tend le bras dans la direction des buts de l'équipe fautive. |
| 10 | Non-respect de la distance des 3 mètres                                                                                             | Geste pour informer indiquant aux joueurs de se mettre à 3 mètres lors de l'exécution d'un jet franc préalablement ordonné par le juge-arbitre. Le non-respect répété de cette distance peut faire l'objet d'une sanction personnelle progressive. Le juge-arbitre tend les bras à l'horizontale et montre ses paumes de main aux joueurs. |
| 11 | Jeu passif | Geste explicatif ordonnant un jet franc contre l'équipe étant en jeu passif. Ce geste n'est pas obligatoirement précédé du geste no 17 ; "Si le mode d'attaque ne change pas après les gestes d'avertissement, les arbitres peuvent sanctionner le jeu passif à tout moment. Si l'équipe attaquante n'a effectué aucun tir au but après un maximum de 4 passes, alors un jet franc est accordé à l'équipe adverse." le juge-arbitre tend le bras dans la direction opposée des buts de l'équipe qui récupère le ballon, et tient l'avant bras de ce bras tendu avec son autre main. |
| 12 | But accordé | Geste pour informer validant le but ; celui-ci peut être annulé jusqu'à l'engagement. Le juge-arbitre lève le bras vers le haut. |
| 13 | Avertissement/Disqualification | Geste pour sanctionner indiquant une sanction à un joueur. Le juge-arbitre tend le carton (jaune ou rouge) et désigne le joueur sanctionné avec son autre bras. |
| 14 | Exclusion | Geste pour sanctionner ordonnant la suspension pour deux minutes d'un joueur ayant commis une irrégularité. Le juge-arbitre tend son bras vers le haut en faisant le signe des 2 min et désigne le joueur sanctionné avec son autre bras. |
| 15 | Temps mort ou Temps mort d'équipe                                                                                                   | Geste informatif indiquant une interruption du temps de jeu, soit pour un TTO (Team Time-out), soit parce qu'une sanction (Exclusion, disqualification) va être prononcée. Le juge-arbitre fait un "T" avec ses bras au-dessus de sa tête. |
| 16 | Autorisation accordée à deux personnes autorisées à participer au jeu de pénétrer sur l'aire de jeu pendant l'arrêt du temps de jeu | Geste pour informer indiquant que deux personnes présentes sur le banc de l'équipe du joueur blessé sont autorisées à rentrer sur le terrain uniquement pour soigner le joueur blessé. Je juge-arbitre tends ses bras vers le banc puis les ramène vers lui. |
| 17 | Avertissement pour jeu passif | Geste pour informer indiquant que l'équipe actuellement en attaque n'est pas assez offensive ; ce geste n'est pas obligatoire, en préalable au geste no 11, par exemple. Le juge-arbitre lève le bras, de manière que son avant-bras soit perpendiculaire à son bras. Concernant le Jeu Passif, dans le code d'arbitrage FFHB, édition 2014. 7.10 Il n'est pas permis de conserver le ballon en possession de sa propre équipe, sans qu'une tentative d'attaque ou de tir au but soit reconnaissable (voir Interprétation n°4). Ceci est considéré comme jeu passif qui est sanctionné par un jet franc contre l'équipe en possession du ballon (13.1a). Le jet franc doit être exécuté depuis l'endroit où se trouvait le ballon au moment de l'interruption de jeu. 7.11 Lorsqu'une éventuelle tendance de jeu passif est reconnue, le juge-arbitre doit le signaler par un geste d'avertissement (geste n°18). Ce geste donne la possibilité à l'équipe en possession du ballon de changer sa stratégie d'attaque afin d'éviter la perte du ballon. Si le mode d'attaque ne change pas après le geste d'avertissement ou qu'aucun tir au but n'intervient, l'arbitre décidera un jet franc contre l'équipe en possession du ballon (voir Interprétation n°4). Dans des circonstances exceptionnelles, les juges-arbitres peuvent imposer un jet franc contre l'équipe en possession du ballon sans aucun geste d'avertissement préalable (voir Interprétation n°4). |

## Échelle des sanctions

### Avertissement

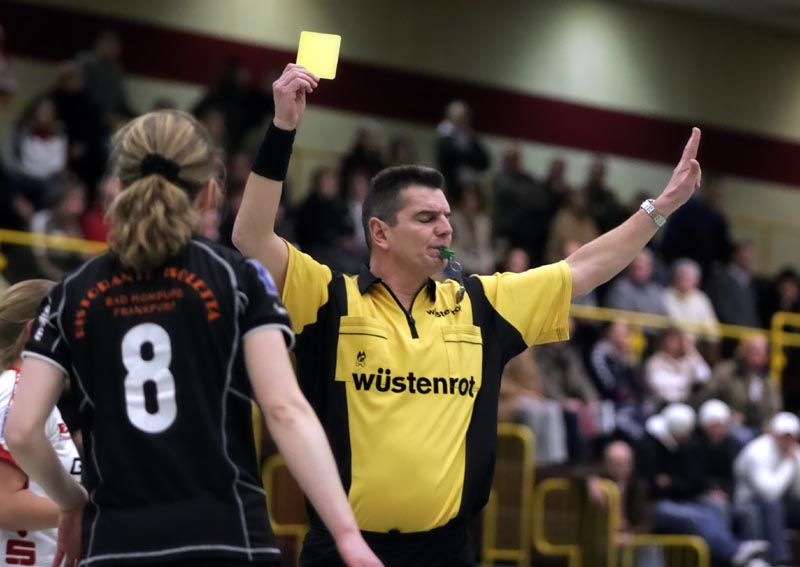
Un avertissement.

Un joueur ou un officiel de l'équipe peut être sanctionné d'un avertissement en cas de :
- infractions aux règles nécessitant une sanction progressive (actions prioritairement ou exclusivement dirigées contre le corps de l'adversaire) ;
- comportements antisportifs à sanctionner progressivement (protestations, fait de déconcentrer un adversaire, retard provoqué dans l'exécution d'un jet, simulation, défense active avec le pied ou la jambe, pénétration renouvelée dans la surface de but, etc.).

Un joueur ne devrait pas recevoir plus d'un avertissement. Une équipe ne devrait pas recevoir plus de trois avertissements. Il ne peut y avoir qu'un avertissement contre l'ensemble des officiels d'une même équipe.
Un joueur qui a déjà été exclu ne devrait plus recevoir d'avertissement. 

### Exclusion

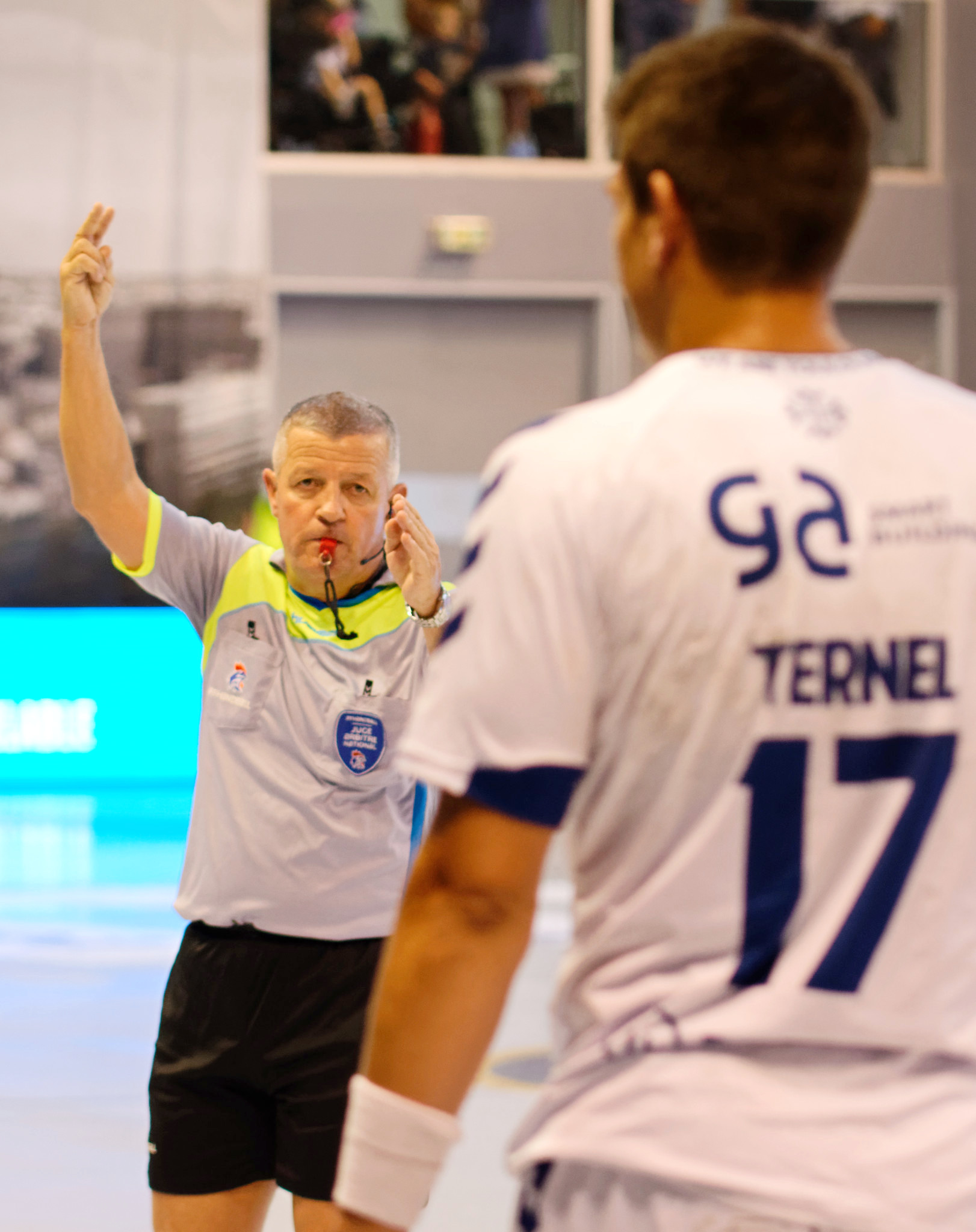
Une exclusion pour deux minutes.

Un joueur ou un officiel de l'équipe peut être sanctionné d'une exclusion (« 2 minutes ») en cas de :
- changement irrégulier ou pénétration d'un joueur supplémentaire sur l'aire de jeu ;
- infractions aux règles nécessitant une sanction progressive (voir supra) lorsque, le joueur/l'officiel ou l'équipe a déjà atteint le maximum d'avertissements possibles (respectivement un et trois) ;
- infractions aux règles nécessitant une sanction adaptée (actions représentant un danger pour l'adversaire) ;
- comportements antisportifs à sanctionner progressivement (voir supra) lorsque, le joueur/l'officiel ou l'équipe a déjà atteint le maximum d'avertissements possibles (respectivement un et trois) ;
- comportements antisportifs à sanctionner de manière adaptée (forte contestation, fait de ne pas laisser tomber le ballon de manière à le rendre jouable après une décision de jet franc en faveur de l'équipe adverse, conservation du ballon dans la zone de changement).

Un joueur exclu pour la troisième fois doit être disqualifié. Il ne peut y avoir qu'une exclusion contre l'ensemble des officiels d'une même équipe.
Un joueur exclu doit quitter l'aire de jeu sans être remplacé pendant 2 minutes. L'exclusion d'un officiel entraîne la réduction d'un joueur pour l'équipe pendant 2 minutes. L'ensemble des officiels d'une équipe ne peuvent recevoir qu'une seule exclusion. La sanction suivante doit être une disqualification.

### Disqualification

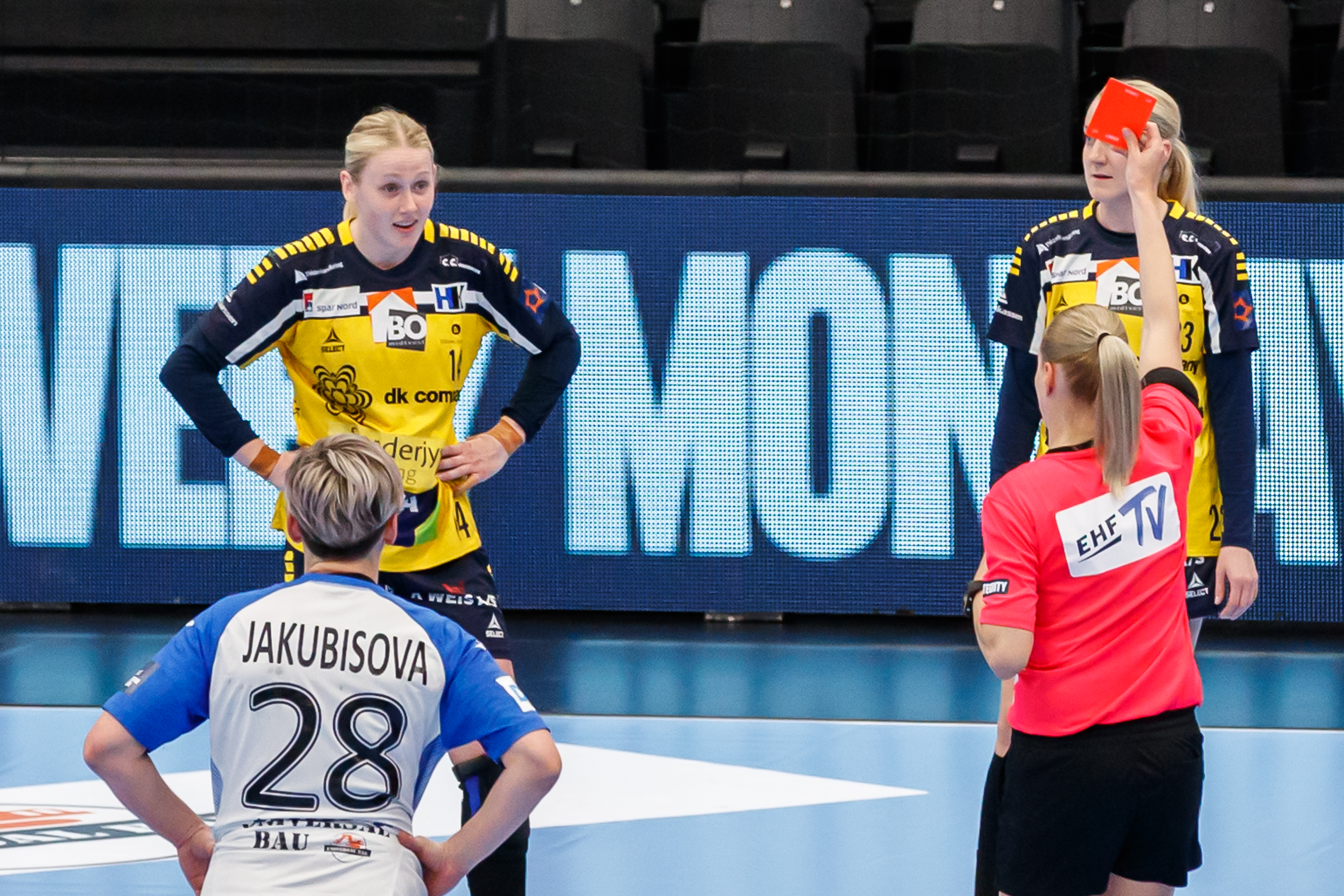
Une disqualification.

Un joueur ou un officiel de l'équipe peut être sanctionné d'une disqualification en cas de :
- infractions aux règles nécessitant une sanction progressive ou adaptée (voir supra) lorsque le joueur ou l'officiel a déjà atteint le maximum d'exclusions possibles (respectivement trois et un) ;
- infractions aux règles nécessitant une sanction adaptée (actions présentant un risque pour l'intégrité physique de l'adversaire) ;
- comportements antisportifs à sanctionner progressivement ou de manière adaptée (voir supra) lorsque le joueur ou l'officiel a déjà atteint le maximum d'exclusions possibles (respectivement trois et un) ;
- comportements antisportifs à sanctionner de manière adaptée (offenses ou menaces, intervention dans le jeu d'un officiel, pénétration d'un joueur supplémentaire sur l'aire de jeu pendant une occasion manifeste de but, retard provoqué dans l'exécution d'un jet durant les 30 dernières secondes).

Un joueur disqualifié doit quitter l'aire de jeu et la zone de changement jusqu'à la fin de la rencontre mais peut être remplacé après une durée de deux minutes. Un officiel disqualifié doit quitter la zone de changement. La disqualification d'un officiel entraîne la réduction d'un joueur pour l'équipe pendant deux minutes.
La personne disqualifiée ne doit plus avoir aucun contact avec son équipe. 
En cas d'infraction au règlement après la disqualification, un rapport doit être rédigé, donc le carton bleu montré. Dans certains cas prévus par le règlement, l'exclusion peut être portée à 4 minutes.
Remarque : au moins dans les années 1980, un joueur pouvait être sanctionné d'une expulsion. Il n'était alors pas remplacé au bout de deux minutes et son équipe terminait la rencontre avec seulement 5 joueurs de champs

### Carton bleu
Depuis les Jeux olympiques 2016, les arbitres disposent d’un carton bleu pour apporter plus de précisions à la disqualification d’un joueur. Lorsque les arbitres montrent ce carton (après avoir brandi un carton rouge), un rapport écrit est à joindre à la feuille de match et la commission disciplinaire est responsable des éventuelles autres actions à entreprendre après le match. Comme pour le carton rouge, le joueur disqualifié peut être remplacé après une durée de deux minutes.

### Suspicion commotion cérébrale[6]
Imaginé par le service médical de la Fédération française de handball, le carton blanc est introduit lors du championnat de France 2019-2020 : il se veut à usage préventif dans les cas de suspicion de commotion cérébrale. Après avoir arrêté le temps de jeu, les juges-arbitres autorisent deux officiels à rentrer sur l'aire de jeu avec le geste 16, puis montrent le carton blanc. C'est l'officiel responsable qui décide si le joueur reprend le jeu ou bien s'il le retire du match. Dans ce cas, le joueur doit quitter l'aire de jeu. 
NB : ce carton blanc n'est pas une sanction en tant que telle.

### Les 30 dernières secondes
Selon les juges-arbitres les 30 dernières secondes doivent se passer sans faute importante au risque d'avoir une lourde sanction. Cette règle est finalement subjective. 
"Si au cours des 30 dernières secondes de jeu le ballon n'est pas en jeu et qu'un joueur ou un officiel repousse ou empêche l'exécution du jet et, de ce fait, prive l'équipe adverse d'une possibilité de se mettre en position de tir ou d'une chance d'entrer en occasion manifeste de but, le joueur/l'officiel fautif devra être disqualifié et un jet de 7 mètres devra être accordé aux adversaires. 
Si au cours des 30 dernières secondes de jeu le ballon est en jeu, et que les adversaires : 
-par l'infraction d'un joueur aux règles 8:5 ou 8:6, ainsi qu'aux règles 8:10a ou 8:10b (ii)
-par l'infraction d'un officiel aux règles 8:10a ou 8:10b(i), privent l'équipe en possession du ballon d'une chance de tir ou d'une occasion manifeste de but, le joueur ou l'officiel fautif est disqualifié conformément aux règles correspondantes et un jet de 7 mètres est accordé à l'équipe en possession du ballon.  Si le joueur victime de la faute, ou l'un de ses coéquipiers, marque un but avant que le match soit interrompu, le jet de 7 mètres n'est pas accordé."

## Grades en France

### Juges-arbitres (JA)
Les juges arbitres, peu importe le niveau, sont soumis à des tests écrit et physique en début d'année afin de faire le point sur leurs compétences, et vérifier qu'ils soient toujours en capacité d'arbitrer. 
|                       | Grade        | Échelon    | Instance de rattachement                | Niveau de jeu |
| --------------------- | ------------ | ---------- | --------------------------------------- | --- |
| Arbitres fédéraux     | Elite        | FFHB       | Commission centrale d'arbitrage         | Secteur professionnel : LNH, LFH et Division 2 masculine Compétitions européennes (EHF) et internationales (IHF) |
| Arbitres fédéraux     | Pré-élite    | FFHB       | Commission centrale d'arbitrage         | Nationale 1 masculine, Division 2 masculine, Division 2 féminine et LFH                                          |
| Arbitres fédéraux     | Excellence 1 | FFHB       | Commission centrale d'arbitrage         | Division 2 féminine et Nationale 1 masculine                                                                     |
| Arbitres fédéraux     | Excellence 2 | FFHB       | Commission centrale d'arbitrage         | Nationale 2 masculine                                                                                            |
| Arbitres fédéraux     | Excellence 3 | FFHB       | Commission centrale d'arbitrage         | Nationale 3 masculine, Nationale 2 féminine et Nationale 1 féminine                                              |
| Arbitres territoriaux | T1           | Territoire | Commission territoriales d'arbitrage    | Championnat régionaux, Prénationale et Nationale 3 féminine                                                      |
| Arbitres territoriaux | T2           | Territoire | Commission territoriales d'arbitrage    | Championnats régionaux                                                                                           |
| Arbitres territoriaux | T3           | Comité     | Commissions départementales d'arbitrage | Championnats départementaux                                                                                      |

### Juges Arbitres Jeunes (JAJ)
Pour les articles homonymes, voir JAJ.
| Statut   | Échelon         | Instance de rattachement                      | Niveau de jeu                                                                                    |
| -------- | --------------- | --------------------------------------------- | ------------------------------------------------------------------------------------------------ |
| JAJ T1   | Territoire      | Commissions territoriales des jeunes arbitres | Championnats de France -18 masculin, Championnats régionaux, interpôles et Nationale 3 féminine. |
| JAJ T2   | Territoire      | Commissions territoriales des jeunes arbitres | Championnats régionaux jeunes, inter-comités et championnat de France U18 féminin                |
| JAJ T3   | Club/Territoire | Commission départementale des jeunes arbitres | Championnats départementaux jeunes -13 à -15 ans et inter-comités.                               |
| JAJ Club | Club            | École d'arbitrage                             | Championnats départementaux jeunes -9 à -11 ans.                                                 |

## Arbitres internationaux

### Actuels
71 paires d'arbitres internationaux ont été désignés par la Fédération internationale de handball (IHF) pour la saison 2023-2024. Parmi ceux-ci, on trouve quatre paires françaises :
- Charlotte et Julie Bonaventura
- Karim et Raouf Gasmi
- Yann Carmaux et Julien Mursch
- Titouan Picard et Pierre Vauchez

### Galerie
Une liste non exhaustive d'arbitres internationaux est :
| Photo | Arbitres                                                                 | Pays d'origine | Fédération | Grade      |
| ----- | ------------------------------------------------------------------------ | -------------- | ---------- | ---------- |
|       | Lars Geipel (de) Marcus Helbig (de)                                      | Allemagne      | DHB        | EHF/IHF    |
|       | Frank Lemme (de) Bernd Ullrich (de) (suspendus en 2010 pour corruption,) | Allemagne      | DHB        | EHF/IHF    |
|       | Bernd et Reiner Methe (de) (décédés accidentellement en 2011)            | Allemagne      | DHB        | EHF/IHF    |
|       | Siarhei Repkin Andrei Gousko                                             | Biélorussie    | FBHB       | EHF        |
|       | Charlotte et Julie Bonaventura                                           | France         | FFHB       | EHF/IHF    |
|       | Stevann Pichon Laurent Reveret                                           | France         | FFHB       | EHF/IHF G1 |
|       | Kenneth Abrahamsen Arne M. Kristiansen                                   | Norvège        | NHF        | EHF        |
|       | Ivan Cacador et Eurico Nicolau                                           | Portugal       | FAP        | EHF/IHF    |
|       | Nenad Nikolić et Dušan Stojković                                         | Serbie         | RSS        | EHF        |
|       | Václav Horáček Jiří Novotný                                              | Tchéquie       | ČSH        | EHF        |

### Anciens

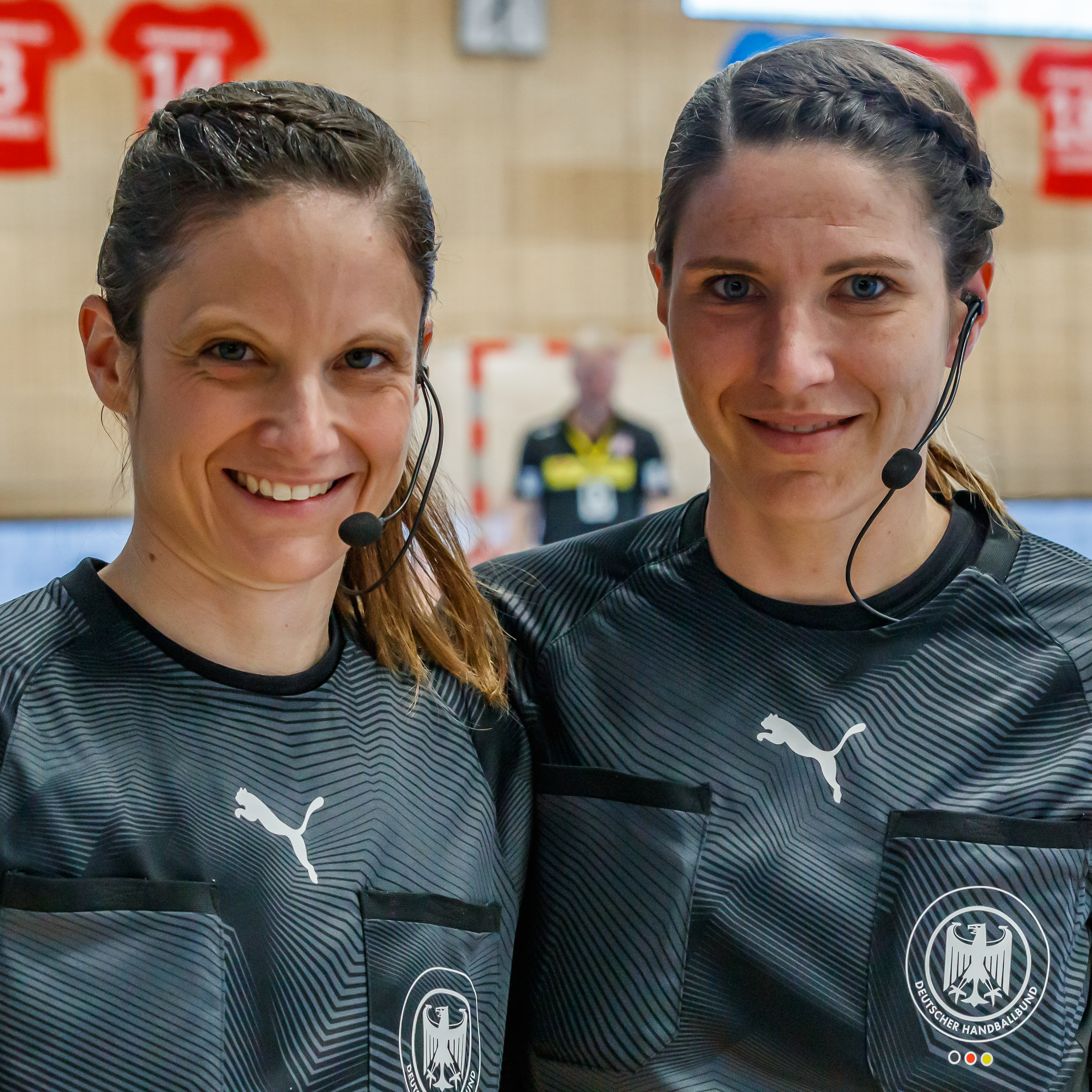
Les Allemandes Maike Merz et Tanja Kuttler.

Parmi les anciens arbitres internationaux français, on trouve :
- Christian Lux et Jean-Claude Lelarge[11] - IHF, participation aux Jeux olympiques de 1980[12]
- Jean Lelong et Gérard Tancrez - IHF, participation aux Jeux olympiques de 1984, 1988 et 1992[12]
- François Garcia et Jean-Pierre Moréno - IHF, participation aux Jeux olympiques de 1996 et 2000[12]
- Olivier Buy et Gilles Bord - IHF, participation aux Jeux olympiques de 2004 et 2008[12]
- Nordine Lazaar et Laurent Reveret - IHF, participation aux Jeux olympiques de 2012[12]
- Sylvie Borroti et Odile Marcet - IHF
- Thierry Dentz et Denis Reibel - EHF

Parmi les anciens arbitres internationaux d'autres nationalités, on trouve :
- Martin Gjeding (de) et Mads Hansen (de)
- Matija Gubica (de) et Boris Milošević (de)
- Mirza Kurtagic (de) et Mattias Wetterwik (de)
- Bojan Lah (de) et David Sok (en)
- Maike Merz (de) et Tanja Kuttler (de)
- Robert Schulze (de) et Tobias Tönnies (de)

### Arbitrage
- Arbitre sportif
- Commission centrale d'arbitrage (handball)
- Livret de l'arbitrage édition mars 2014, Fédération française de handball.

### Handball
- Catégorie:Arbitre de handball
- Entraîneur (handball)
- Gardien de but (handball)
- Ailier (handball)
- Arrière (handball)
- Demi-centre (handball)
- Pivot (handball)
- Défenseur (handball)